# Focke-Wulf Fw 44
Focke-Wulf Fw 44 Stieglitz (stehlík) byl německý dvojmístný dvouplošný cvičný letoun smíšené konstrukce z počátku 30. let 20. století.

## Vývoj
První prototyp stroje Fw 44 ještě nesl označení A 44a (imatrikulace D-2409) a vzlétl v srpnu roku 1932 poháněný hvězdicovým sedmiválcovým vzduchem chlazeným motorem Siemens Sh 14a o maximálním výkonu 110 kW s dvoulistou dřevěnou vrtulí. Testování prototypu se ujal Gerd Achgelis, poté sám Kurt Tank. V roce 1933 RLM zavedlo nový systém označování typů letadel a z A 44a se stal Fw 44a.

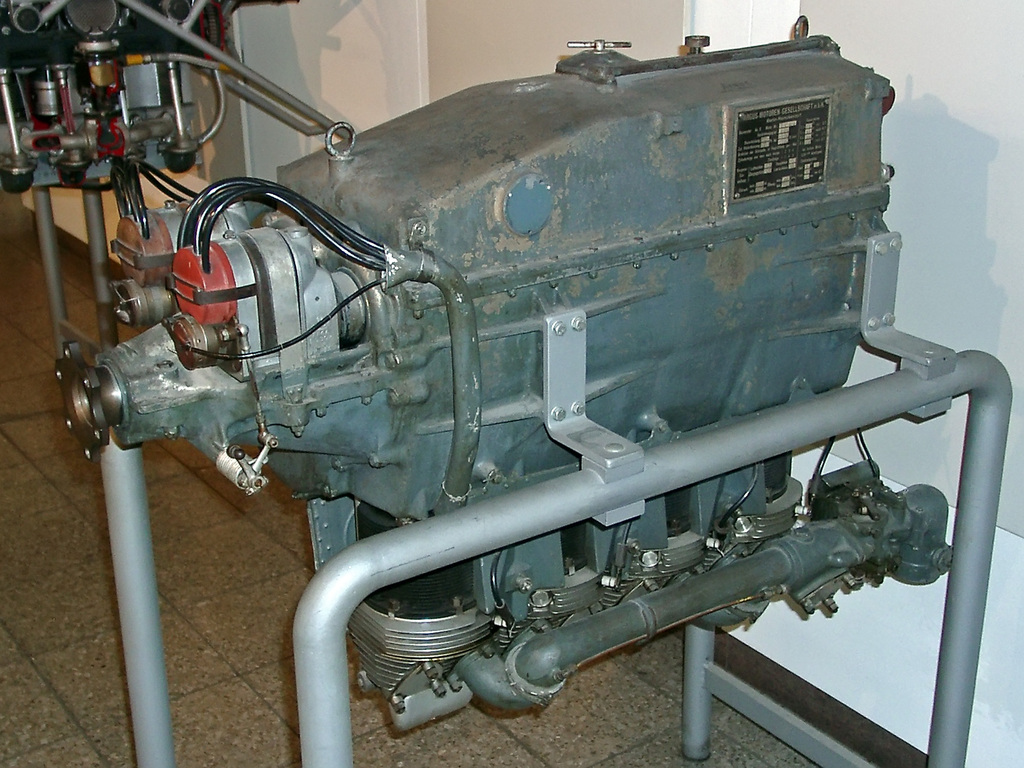
Motor Argus As 8

Druhý prototyp Fw 44b měl pokusně instalovánu invertní čtyřválcovou pohonnou jednotku Argus As 8 o výkonu 99 kW. V rychlém sledu byly dokončeny další prototypy s hvězdicovým Siemensem Fw 44c, Fw 44d a Fw 44f. Jako záložní vznikl ještě prototyp Fw 44e s motorem Argus.
Letoun měl vynikající letové vlastnosti, proto byl v obměně používán i jako akrobatický stroj Ernstem Udetem, Gerdem Achgelisem a Emilem Kopfem.
První předsériové Fw 44 A byly používány především jako akrobatické.
Následující varianta Fw 44 B, vyrobená v malém počtu, byla poháněna invertním řadovým čtyřválcem Argus As 8 chlazeným kapalinou o výkonu 88 kW.
Tuto verzi v roce 1933 nahradila varianta Fw 44 C s hvězdicovým sedmiválcem BMW-Bramo/Siemens Sh 14A o výkonu 110 kW.
Další sériovou verzí byla Fw 44 D s jedním společným kruhovým sběračem výfukových plynů a zavazadlovým prostorem v trupu za zadním pilotním prostorem.
Desetikusová série Fw 44 E byla verze shodná s variantou B, avšak se zavazadlovým prostorem jako "déčko".
Letouny Fw 44 F odpovídaly variantě D, ale byly vybaveny ostruhovým kolečkem místo jednoduché ostruhy.
Fw 44 J bylo označení pro exportní typ D z roku 1936.
V Bulharsku se Stieglitz licenčně vyrobilo 60 kusů jako DAR-9 Siniger, přes 80 kusů postavila Švédská firma ASJA jako typ Sk-12 a 40 brazilská továrna Fabrica de Galeo. Nejvíce licenčních Fw 44 bylo vyrobeno v Argentině u firmy FMA, celkem 500.

## Nasazení

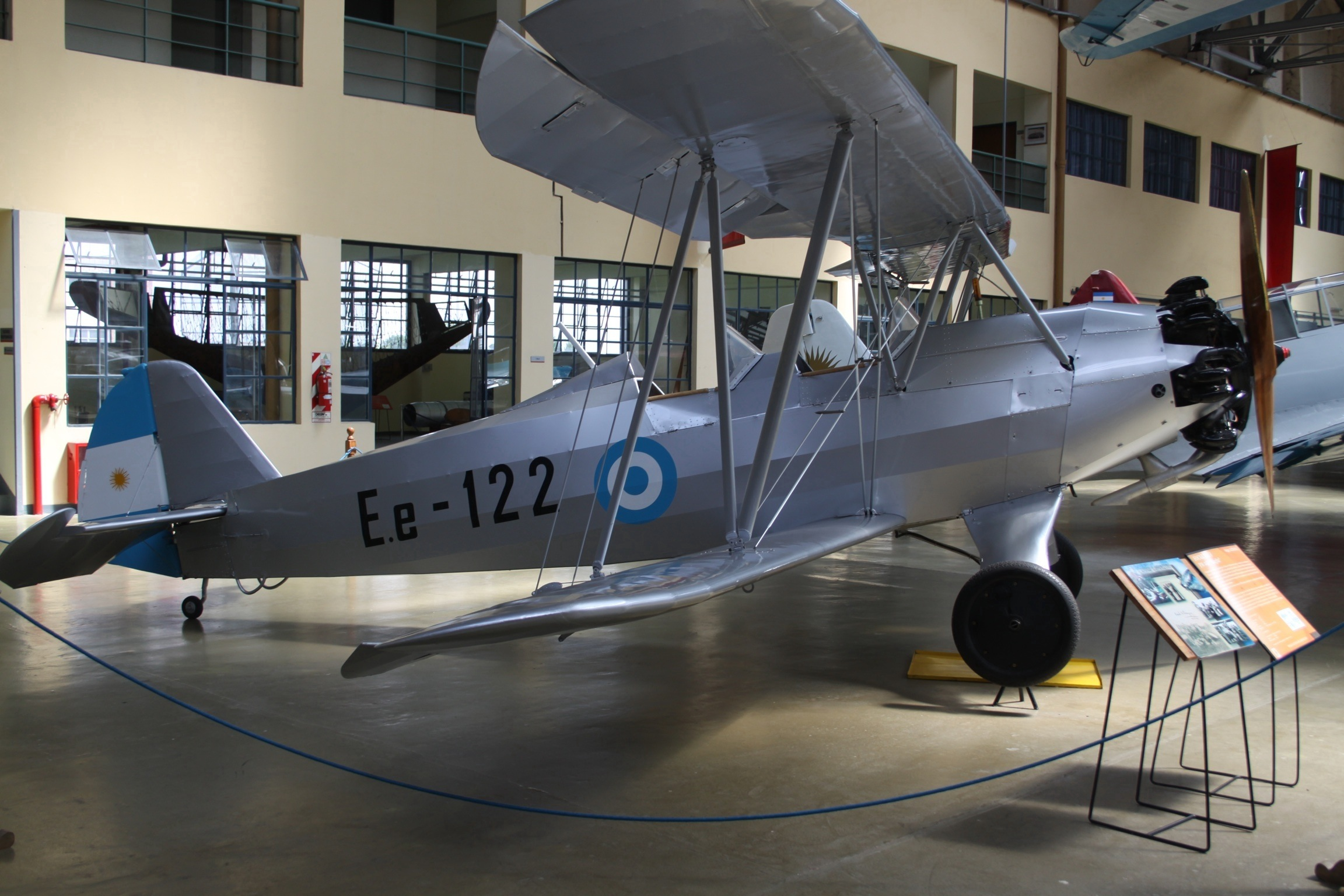
Fw 44 Stieglitz (E.e-122)

Před válkou Fw 44 sloužil v leteckých školách v Magdeburgu, Oldenburgu a Stettinu, u školy dopravních pilotů DVS v Berlíně, Würzburgu a Schleissheimu a také u řady aeroklubů Deutsche Luftsportverband.
Byl s úspěchem vyvážen na zahraniční trhy a používal se až do konce druhé světové války v mnoha pilotních školách Luftwaffe. Např. v FFS A/B 4 se základnou Praha-Kbely, A/B 14 v Klagenfurtu, A/B 23, která byla umístěna v Kaufbeurenu, A/B 43 v Crailsheimu, A/B 51 se základnou v Elbingu, A/B 72 v Detmoldu, A/B 112 v Langeleben, A/B 113 v Brně, A/B 125 v Neukuhrenu a C22 v Oelsu. Za okupace se vyráběl od poloviny roku 1939 do poloviny roku 1940 v počtu 150 kusů v Českomoravských strojírnách v Praze-Karlíně. Část z této produkce byla dodána do Švédska (12 kusů) a do Finska (nejméně 30).
Po válce byly letouny používány v Československu pod označením C-14.

## Specifikace (Fw 44J)

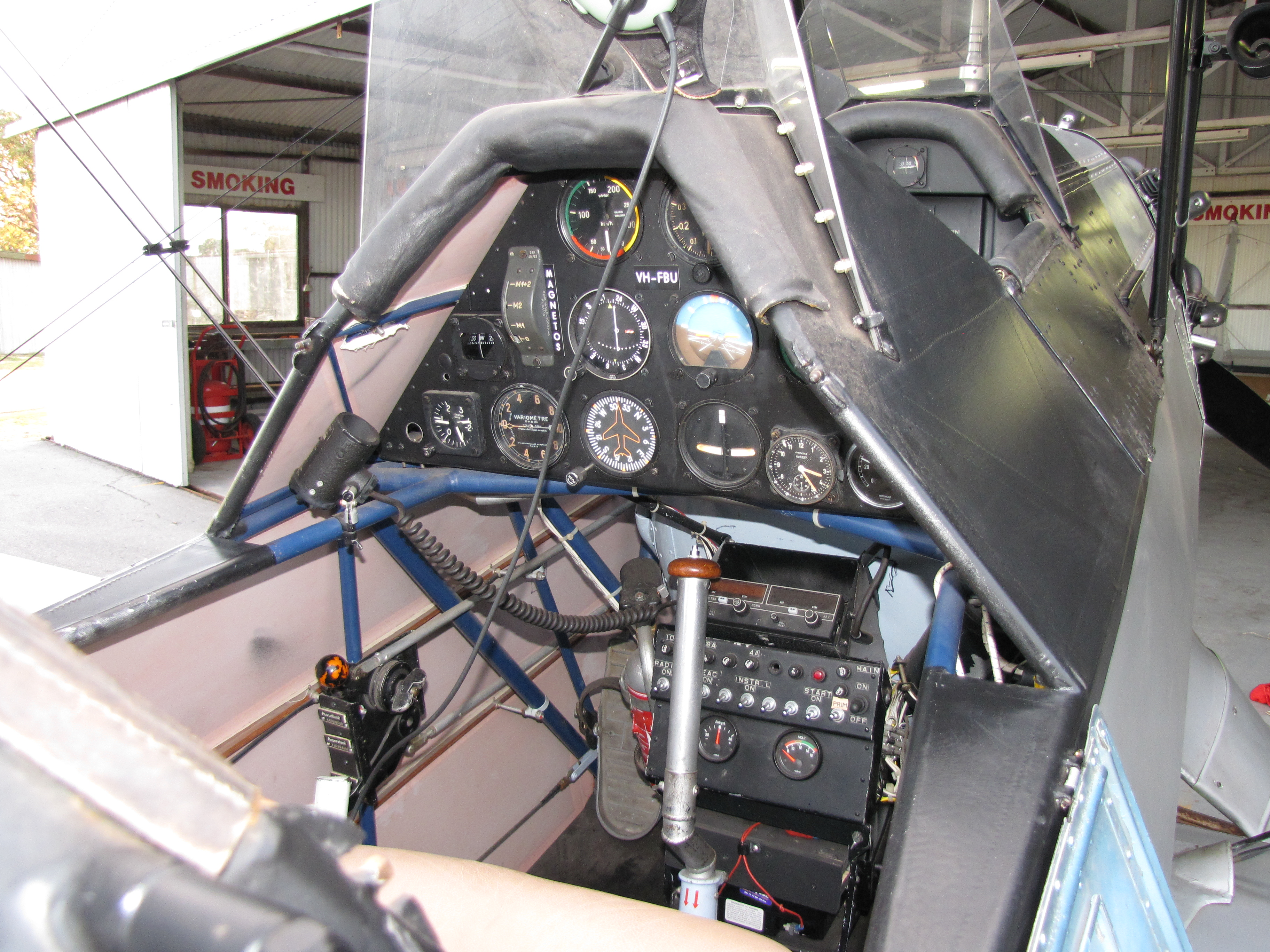
Pilotní prostor letounu Focke-Wulf Fw 44J pilota Berta Filippise (VH-FBU)

Údaje podle

### Technické údaje
- Osádka: 2
- Rozpětí: 9,00 m
- Délka: 7,30 m
- Výška: 2,70 m
- Nosná plocha: 20,00 m²
- Hmotnost prázdného letounu: 560 kg
- Vzletová hmotnost: 900 kg
- Pohonná jednotka:

### Výkony
- Maximální rychlost u země: 188 km/h
- Cestovní rychlost: 174 km/h
- Přistávací rychlost: 74 km/h
- Stoupavost u země: 4,10 m/s
- Dostup: 4400 m
- Dolet: 540 km